# Полетаев, Владислав Павлович
Владисла́в Па́влович Полета́ев (род. 5 января 2000, Кормиловка, Омская область) — российский футболист, вратарь.

## Карьера
За молодёжный состав «Урала» дебютировал 10 марта 2018 года в домашней игре против «Локомотива» (1:4). Выступал на Кубке ФНЛ. В 2018 году провёл два матча — выходил во втором тайме. В 2019 году сыграл один матч — в игре против ФКИ «Левадия» (0:5) пропустил пять мячей за 17 минут первого тайма; был заменён на 62-й минуте. В 2020 году провёл два матча за сборную России до 20 лет и одну — за «Урал». В сезоне 2018/19 сыграл один матч в первенстве ПФЛ за «Урал-2» против «Лады-Тольятти» (5:0). В премьер-лиге дебютировал 12 июля 2020 года в гостевой игре против «Краснодара» (0:3).
В составе юношеской сборной 2000 года рождения финалист турнира COTIF-2019.